# يكة
اليُكَّة  (الاسم العلمي: Yucca) هي جنس من النباتات يتبع الفصيلة الهليونية من رتبة الهليونيات. يضم هذا الجنس حوالي 49 نوعاً مقبولاً.

## الموئل والانتشار
موطن هذا النبات المناطق الدافئة من أمريكا الشمالية حيث ينمو معظمها في الأجزاء الصحراوية وشبه الصحراوية.

## الوصف النباتي
وهو من النباتات عديمة الساق أو ذات جذع واضح يكسب النبات الشكل الشجري أو الشجيري، والأوراق أرومية مستديمة، قاسية ذات قاعدة عريضة وقمة مدببة طويلة، النصل سيفي أو شريطي ذو عروق متوازية غالباً ما تكون حافة الورقة مسننة أو ذات ألياف خيطية سائبة.

### الأزهار والثمار
الأزهار جميلة لونها أبيض أو أبيض كريمي أو بنفسجي يشبه شكلها الطبق أو الكأس عادة ما تكون عطرية أثناء الليل توجد الأزهار في نورات عنقودية مركبة، وتتركب الزهرة من ست بتلات منفصلة تماماً أو متحدة قرب القاعدة فقط، الطلع مكون من 6 أسدية ويحتوي المتاع على قلم واحد.
الثمرة علبة تكون جافة تنشق عندما يكتمل نموها وتنطلق البذور منها أو تكون لحمية لا تتفتح، يتم التلقيح في نبات اليكة بمساعدة إناث فراشات اليكة حيث تقوم هذه الحشرات بجمع حبوب لقاح اليكة وتجعلها على شكل كرات صغيرة تحشوها في الأطراف الكأسية لمياسم الأزهار ثم تضع بيضة أو اثنتين على مبيض الزهرة، ويعقب الإخصاب تنبيه المبيض ونموه لتكوين الثمرة بما فيها من بذور وفي هذه الأثناء يكون البيض قد فقس وتغذى اليرقات الناتجة ببعض المبايض النامية إلا أن الكثير منها ينجو من التلف وتصل البذور بداخلها إلى مرحلة النضج ولا تستطيع نباتات اليكة النامية في أماكن تخلو من هذه الحشرات أن تكون بذوراً إلا إذا تم تلقيحها باليد.

## البيئة والتربة المناسبة
تحتاج اليكة إلى أماكن مشمسة جيدة التهوية، وهي تتحمل الرياح القوية الموجودة في المناطق الساحلية. تنجح زراعة اليكة في أنواع كثيرة من التربة جيدة الصرف بدرجة كبيرة وتفضل التربة الرملية التي يوجد بها قدر من المواد الجيرية ويراعى عدم الإفراط في الري حتى لا يؤدي إلى تعفن جذور النباتات وان كانت التي تحصل على قدر أكثر من الري تنتج أوراقا أكبر. وطرق التكاثر لليكة عن طريق البذور والخلفات والتفصيص والتعقيل والجذامير.

## الأمراض التي تصيب اليكة
- تبقع الاوراق البني ويمكن مكافحته برش النباتات المصابة بأحد المبيدات الفطرية التالية بنليت أو دايثين 45 م
- التبقع الرمادي ويمكن مكافحته عن طريق رش النباتات المصابة بأحد المبيدات الفطرية التالية : بنليت أو رونيلان أو برافو.
- اللفحة الجنوبية ويمكن مكافحته عن طريق رش النبتة المصابة بأحد المبيدات الفطرية التالية : رونيلان أو بانروت أو روفرال.

## الاستخدامات
- يستخرج من أوراق بعض الأنواع ألياف تصنع منها الحبال كما تستعمل أحيانا لصناعة الورق.
- تتغذى كثير من الماشية والحيوانات المستأنسة والبرية بأوراق كثير من الأنواع.
- تزرع في الحديقة حيث تتوافق مع المنشات المعمارية كالمباني والجدران والدرج وتفيد غي إعطاء تأثير فخم ومهيب ويفضل زراعتها بالقرب من النباتات العصارية الأخرى في الحدائق الصخرية.

## معرض صور

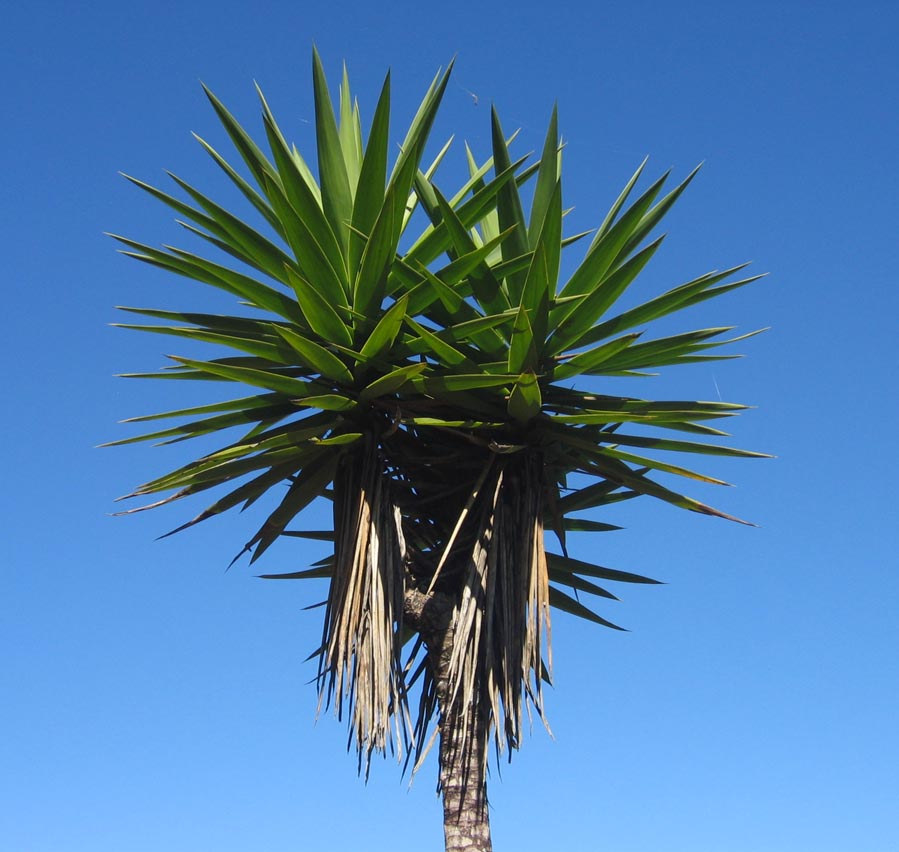
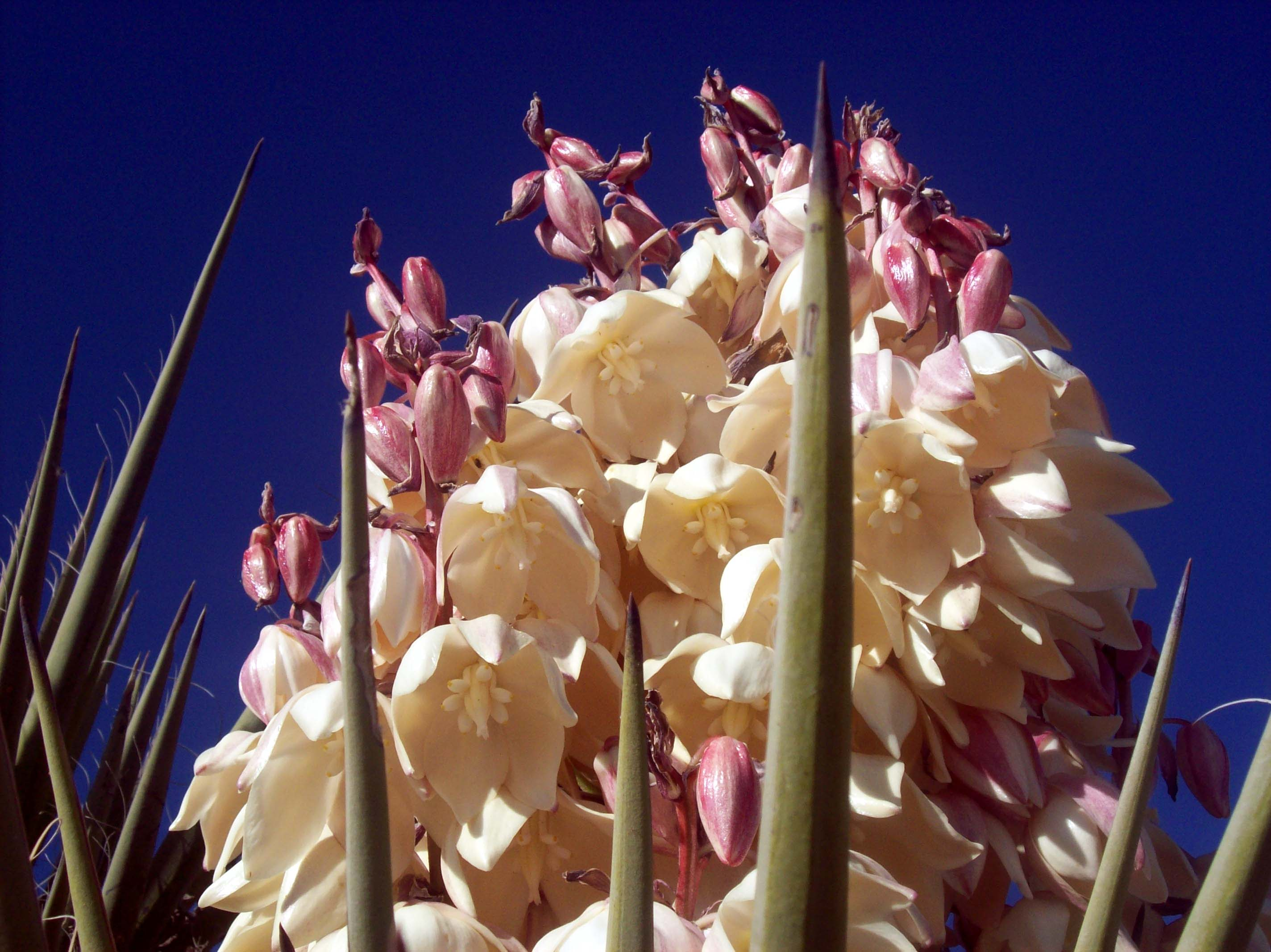
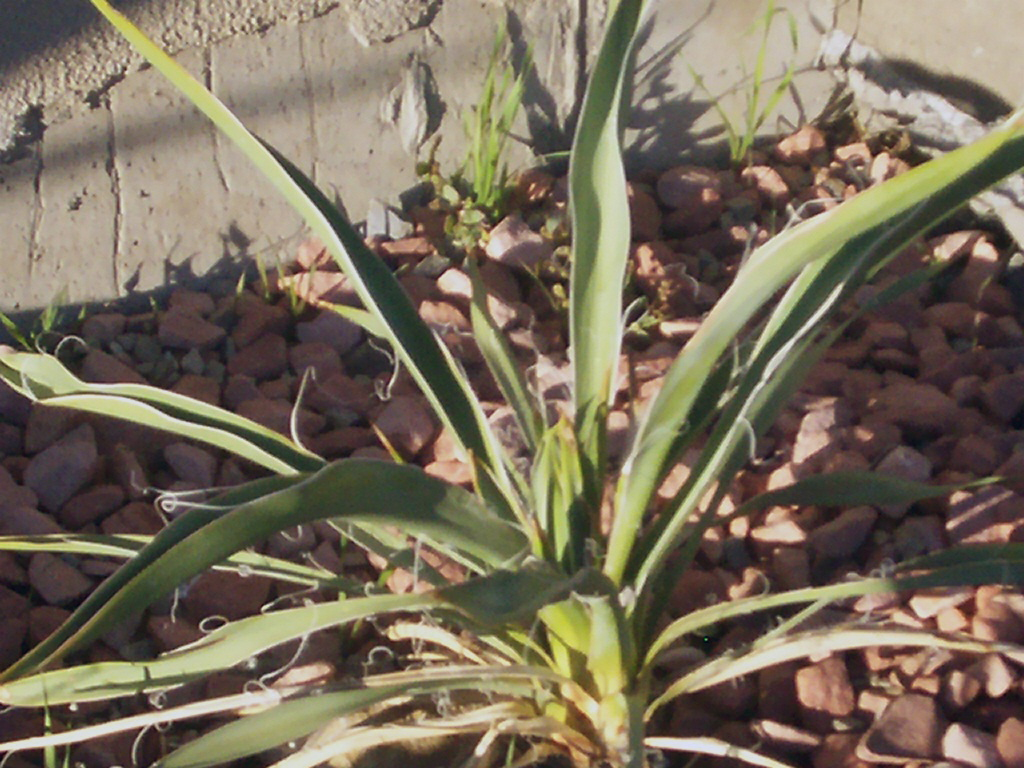

## الأنواع
- يكة أركنساسية
- يكة ألوية الأوراق
- يكة أليفة الصخور
- يكة توتية
- يكة حاملة الخيوط
- يكة خاليسكية
- يكة جلكاء
- يكة خطية الأوراق
- يكة خطيرة
- يكة خيطية
- يكة رأس الرجاء
- يكة رخوة
- يكة رفيعة
- يكة شاحبة
- يكة شوتية
- يكة عالية
- يكة عقيمة
- يكة عملاقة
- يكة قصيرة الأوراق
- يكة قوية
- يكة كبيرة الأزهار
- يكة كواهويلية
- يكة متوسطة
- يكة مجيدة
- يكة مرجية
- يكة مضللة
- يكة منثية
- يكة منحنية
- يكة منقارية
- يكة منقبضة
- يكة ناحلة القلم
- يكة نيومكسيكية
- يكة يوتاوية
- يكة رفيرشونية
- يكة أسلية
- يكة بارزة
- يكة برغرينية
- يكة بيضاء الأشواك
- يكة جذابة
- يكة حاملة الأشواك
- يكة حاملة الأوبار
- يكة خضراء
- يكة زمردية
- يكة زنبقية
- يكة شبرنغرية
- يكة شعرية
- يكة لطيفة
- يكة لينة
- يكة مبرقشة
- يكة متناقضة
- يكة محمرة
- يكة مدرعة
- يكة مرتفعة
- يكة مزخرفة
- يكة مكسيكية
- يكة ناعمة
- يكة هزيلة